# Шепард, Чарльз
Чарльз Вулли Шепард (англ. Charles Woolley Shepherd; 27 февраля 1887, Барбадос — 31 июля 1968, Кардифф) —  валлийский хоккеист на траве, полузащитник. Бронзовый призёр летних Олимпийских игр 1908 года.

## Биография
Чарльз Шепард родился 27 февраля 1887 года на острове Барбадос, которым владела Великобритания.
Играл в хоккей на траве за «Уитчёрч» из Кардиффа.
В 1908 году вошёл в состав сборной Уэльса по хоккею на траве на летних Олимпийских играх в Лондоне и завоевал бронзовую медаль, которая пошла в зачёт Великобритании. Играл на позиции полузащитника, провёл 1 матч, мячей не забивал.
Умер 31 июля 1968 года в Кардиффе.